# مصارعة الإمساك
|  | يجري الآن نقاش حول نقل صفحة مصارعة الإمساك إلى مصارعة حرة تقليدية. جار التوصل إلى اتفاق بشأن النقل في صفحة طلبات النقل. |

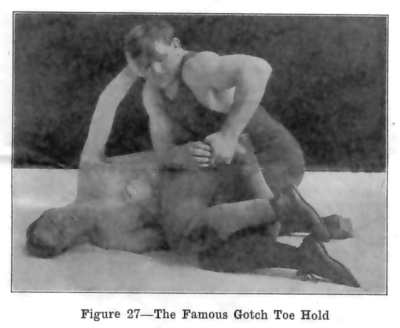
عقد إصبع القدم كما هو موضح في الشكل 27 في دروس في المصارعة والثقافة البدنية

مصارعة الإمساك (بالإنجليزية: Catch wrestling)‏ بالأصل امسك بقدر ما تستطيع هو أسلوب تصارع هجين كلاسيكي ورياضة قتالية.